# 哈努紹維采
哈努紹維采是捷克的城鎮，位於該國東北部，距離順佩爾克約15公里，由奧洛穆克州負責管轄，面積36.81平方公里，海拔高度400米，2006年人口3,426。

## 外部連結
- Official website（页面存档备份，存于）